# Tamani Hotel Marina
Tamani Hotel Marina – 54-piętrowy wieżowiec w Dubai Marina w Dubaju (Zjednoczone Emiraty Arabskie). Budynek ma wysokość 207 m (679 ft). Budynek jest usytuowany blisko Dubai Media City i Dubai Internet City. Jego operatorem jest Tamani Hotels & Resorts należąca do grupy KM Holding.
Pięciogwiazdkowy hotel oferuje dwu-, trzy- i czteropokojowe apartamenty, od 135 m² do 330 m². Dziewięć penthouse'ów czteropokojowych znajduje się na piętrach 48-50. W całym hotelu znajduje się 530 pokoi.